# Kino in Hamburg
Kino in Hamburg skizziert die Entstehung und Entwicklung der Lichtspieltheater in der Freien und Hansestadt Hamburg.
Seit 1900 existierten in Hamburg etwa 500 Lichtspieltheater. Gegenwärtig ist Hamburgs Kinolandschaft von einer großen Bandbreite an Spielstätten gekennzeichnet. Sie setzt sich aus einigen großen Kinozentren, über mehrere große Kinos und einer Vielzahl kleinerer, regionaler und kommunaler Kinos zusammen, die ein breites Spektrum an Filmgenres, von Erstaufführungen, Blockbustern bis hin zu Filmkunst, Spezial- und Nischenprogrammen präsentieren. Im Jahr 2020 gab es in der Stadt 26 ortsfeste Kinos mit 90 Vorführsälen für 20 bis 1000 Zuschauer, mit zusammen etwa 20.595 Sitzplätzen. Dazu kommen temporäre Freiluftspielstäten wie das Open-Air-Schanzenkino im Sternschanzenpark oder das St. Pauli Sommerkino auf dem Heiligengeistfeld.

## Geschichte

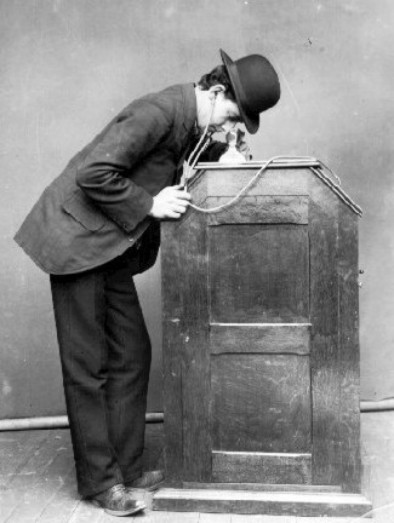
Ein Edison Kinetophon um 1895

Im Dezember 1895 zeigten die Gebrüder Skladanowsky auf dem Hamburger Dom etwa 15-minütige Filmprogramme auf ihrem Bioscop und nach dem Ende des Winter-Doms anschließend fünf weitere Tage lang im Concerthaus Ludwig. Bereits im Mai 1896 eröffnete die Deutsch-Österreichische Kinetoskop GmbH einen eleganten Vorführraum mit fünf Kinetoskopautomaten am Hamburger Gänsemarkt. Kurz darauf folgte ein Kinetophon-Salon im Heckels Concert-Saal in der Große Bleichen, bei dem neben dem Film auch ein dazugehöriger Ton von einer Phonographenwalze wiedergegeben werde konnte. All diese Vorführgeräte konnten jedoch nur von jeweils einem Zuschauer zur Zeit betrachtet werden. Im gleichen Jahr 1896 eröffnete die Korbow & Co. einen permanenten Kinobetrieb in der Hamburger Kaiser-Wilhelm-Straße, die dort Filme und eine Art früher Wochenschau mit einem Kinetoskop auf eine Leinwand projizierte. Korbow gastierte damit auch an anderen Standorten wie in den großen Bierhallen auf St. Pauli, Barmbek und Harburg. Die Eintrittspreise lagen wie auch bei den vorangegangenen Automatenvorführungen bei 50 Pfennigen je Vorführung. In der Folge wurden immer neue Kinetoskope in Gaststätten und Etablissements in Betrieb genommen. Ab 1896/97 wurde Aufführungen sogenannter Lebender Photographien feste Programmpunkte vieler Hamburger Varieté-Theater wie der Flora, dem Tivoli oder dem Hansa-Theater, wie es eine Zeitungsanzeige aus dem Hamburger Fremdenblatt vom 24. Januar 1896 ausweist.
Das erste „echte“ Lichtspieltheater eröffnete der Hamburger Kinounternehmer James Henschel 1905 mit dem Helios-Theater in der Großen Bergstraße zeitgleich mit dem Hamburger Dom – damals noch auf dem Gänsemarkt. Allerdings blieben in Dom-Zeiten nicht nur im Helios die Besucher aus, was das Helios nicht lange überstand. Von dauerhafterem Erfolg war das von Eberhard Knopf im Jahr 1906 am Spielbudenplatz 19 eröffnete Lichtspielhaus mit 667 Sitzplätzen. Bereits seit etwa 1900 führte Knopf auch in seinem benachbarten Bierausschank Filme auf. Immer mehr Wirte sahen in Filmvorführungen einen lukrativen Zusatzverdienst. Am 28. Mai 1905 versuchte der für die innere Ordnung Hamburgs zuständige Senator Schröder mit umfangreichen Polizeiverordnungen den Betrieb der aus Sicht der Obrigkeit suspekten Kinos zu regulieren, in deren Dunkelheit er konspirative Versammlungen befürchtete. In der Folge wurden 1911 die Spielbetriebe über eine neu eingeführte Lustbarkeitssteuer genau erfasst und mit der Abtrennung des Filmvorführrechts von der Schankerlaubnis eine klare Abgrenzung beider Gewerbe geschaffen. Die Kinobetreiber wehrten im November 1911 einen Versuch der Stadt ab, Kinobesuche von Kindern zu verbieten. 1912/13 eröffnete Henschel mit dem Belle-Alliance-Theater das erste Großkino mit mehr als 1000 Plätzen und leitete eine Professionalisierung der Hamburger Kinolandschaft ein. Es kamen weitere repräsentative große Häuser wie das Lessing Theater, Blumenburg oder das Passage-Theater dazu, was zu Lasten kleinerer Spielorte ging. In der Zeit des Ersten Weltkriegs wurden ausländische Filme seitens den Ordnungsbehörden verbannt, jedoch zogen patriotische und Propagandafilme stetig Publikum sowie Soldaten in die Häuser, so dass Hamburger Kinos von den Kriegsfolgen relativ unbeschadet blieben.

### Nach dem 1. Weltkrieg
Nach dem Krieg blühte die Filmwirtschaft auf, die Zahlen der Kinos und Besucher nahmen zu. Während der kurzen politisch liberalen Phase nach der Novemberrevolution stieg die Zahl der Kinoproduktionen zwar zahlenmäßig, jedoch nicht in der Qualität ihrer Inhalte. Filme mit zweideutigen und erotischen Inhalten wurden nach kurzer Zeit mittels Zensur und Reichslichtspielegesetz wieder eingedämmt. Die beginnende Rezession und damit verbundene Inflation brachte Kinobetreiber wie deren Angestellte in Bedrängnis. Eintrittspreise waren für viele nicht mehr erschwinglich, zudem belastete die steigende Steuerlast, wie der Vergnügungssteuer, die wirtschaftliche Lage der Lichtspielhäuser. Die Gründung der UFA 1924 setzte einen erbitterten Konkurrenzkampf zwischen den großen Kinobetreibern wie Emelka, UFA, Henschel und Schauburg in Gang, der wieder zu Lasten kleiner Häuser ging. Mit Tonfilmen konnte Ende der 1920er Jahre wieder mehr Besucher gewonnen werden, doch folgte auf den vorangegangenen Konkurrenzkampf, dem Überangebot an Kinos und nicht zuletzt der Weltwirtschaftskrise ein erstes großes Kinosterben mit rückläufigen Besucherzahlen.
Anders als bei vorangegangenen Regierungen erkannten Nationalsozialisten das propagandistische Potential von Filmtheatern und banden sie fest in ihre Politik ein. Mit der Gründung der Reichsfilmkammer und der Zwangseingliederung von Filmindustrie und Kinos wurde Einfluss auf Filmproduktionen und Programme genommen. Kinos im Besitz jüdischer Eigentümer wurden durch Boykotte von Filmverleihen oder Zwangsverkäufe arisiert. In Hamburg betraf dies vor allem die dominierenden Lichtspielhäuser des Henschel-Konzerns, Hermann Urich Sass’ und Manfred Hirschels, sowie einige kleinere Häuser. Die Kinoprogramme wurden auf die ideologische Parteilinie gebracht und setzten sich zunächst aus Unterhaltungsfilmen zusammen, erst in den späteren Kriegsjahren dominierten zunehmend Durchhalte- und Propagandafilme. 1934 florierten Kinobetriebe wieder und die Besucherzahlenstiegen auf 12 Mio. verkaufte Karten. Kinogebäude wurden renoviert und vereinzelt neue gebaut wie die Langenhorn-Lichtspiele 1936, oder der Olympia-Palast und die Alstertal-Lichtspiele 1938. In den 1940er Jahren wurden ausländische Produktionen aus den Kinos verbannt und Propagandafilme immer präsenter. Lediglich das von einem 14.000 Mitglieder starken Verein getragene Urania-Kino konnte sich bis 1942 als unabhängiges Kino behaupten. Ab 1943 schränkten Luftangriffe den Kinobetrieb ein und Leuchtreklamen mussten verdunkelt und Vorführungen häufiger unterbrochen werden. Die Spielzeiten wurden auf den Nachmittag vorverlegt und Programme mussten zunächst um 23:00 Uhr, später schon um 21:00 Uhr beendet sein. 1942 erreichte Hamburg mit 117 Kinos und über 32 Mio. Karten einen neuen Rekord. Nach den schweren Bombardierungen im Juli 1943 waren nur noch 21 Kinos spielbereit. Zur Hebung der Moral der Bevölkerung kam Kinobetrieben eine privilegierte Rolle zu, weswegen sie offen gehalten wurden. Ausgebombte Kinos verlegten ihren Spielbetrieb in Behelfsräume und Sprechbühnen wurden kurzerhand zu Kinosälen umfunktioniert. Im April 1945, kurz vor der Befreiung Hamburgs waren noch 49 Kinos und Behelfskinos im Betrieb, nach dem Einmarsch der Briten am 3. Mai 1945 wurden alle Kinos beschlagnahmt und geschlossen.

### Nach dem Zweiten Weltkrieg
Nur wenige Häuser wurden ausschließlich zur Unterhaltung der britischen Besatzungstruppen geöffnet. Erst am 27. Juli 1949 erhielten erste Kinos die Betriebsgenehmigung für die deutsche Bevölkerung. Die Nachkriegsjahre waren von extremer Mangelwirtschaft geprägt, Kinobetreiber arbeiteten in ausgebombten und notdürftig hergerichteten Gebäuden, mit improvisierter Bestuhlung oder in Ausweich- oder Notquartieren, wie Schulhallen oder in umfunktionierten LKW-Anhängern als Wanderkino. Häufig wurde Kinogästen auferlegt Heizmaterial wie Holz, Kohlen oder Briketts bei ihrem Besuch mitzubringen. Allmählich öffneten aufgebaute Kinos und vereinzelt gab es komplette Neubauten. Aufwändige Außenwerbung, oder gar Leuchtreklamen waren weiterhin verboten und die Spielzeiten streng reglementiert. Aufgeführt wurden als unbedenklich freigegebene Vorkriegsfilme und nur wenige Neuproduktionen aus dem Ausland. politische Bildungsprogramme, wie in der amerikanischen Besatzungszone vorgeschrieben, gehörten hier nicht zu den Pflichtprogrammen, jedoch als Vorprogramm Wochenschauen und andere Informationsprogramme aus aller Welt gezeigt. Der Betrieb war wenig einträglich, zudem belasteten hohe Abgaben die Rentabilität der Kinos und die Eintrittspreise waren für viele Hamburger noch unerschwinglich. Mit der Währungsreform 1948 verteuerten sich kurzzeitig die Eintrittspreise.
Mit dem Wirtschaftswunder in den 1950er Jahren erlebten Kinos einen neuen Boom, in kurzer Zeit wurden in nahezu allen Stadtteilen große repräsentative Lichtspielhäuser mit modernster Technik eröffnet, Säle mit mehr als 1000 Sitzplätzen waren nicht selten und es wurden die neuesten in- und ausländische Produktionen aufgeführt. So war das Savoy das erste Kino Europas, das mit Todd-AO-Technik ausgestattet war, am Hauptbahnhof verkürzte das Bali mit seinem Non-Stop-Programm den Zugreisenden die Wartezeit und immer mehr Kinos stellten auf Breitleinwand- und Mehrkanaltontechnik um. Noch bestand die Kinolandschaft überwiegend aus Einzelbetrieben und wenigen Gesellschaften, die mehrere Kinos betrieben. Die Zahlen der Kinos, Sitzplätze und Besucher erreichten neue Rekorde. 1957 hatten die 174 Hamburger Lichtspielhäuser zusammen 90.000 Plätze und konnten mehr als 37 Mio. zahlende Besucher begrüßen, bei etwa 1,7 Mio. Einwohnern der Stadt. Jedoch leitete in diesem Jahr die allgemeine Verbreitung von Fernsehgeräten in privaten Haushalten einen massiven Einbruch der Besucherzahlen ein, da sich die abendlichen Freizeitaktivitäten aus den Kinos in die heimischen Wohnzimmer verlagerten. Der Prozess startete zunächst mit unrentabel gewordenen Vorstadtkinos in den Randbereichen der Stadt und setzte sich allmählich in Richtung Stadtzentrum fort. Die freigewordenen Räumlichkeiten wurden umgehend von Supermärkten besetzt, da sie für die neu entstandenen SB-Märkte optimale bauliche Bedingungen boten. Kinos im Umfeld der Reeperbahn, wie das Knopf’s retteten sich 1969 durch Umstellung des Programms auf Sexfilme. 1971 erreichte das Kinosterben schließlich erste renommierte Häuser in der Innenstadt.
Der Konkurrenzkampf um die verbliebenen Zuschauer spitzte sich weiter zu. Häuser wurden geschlossen oder von Kinoketten übernommen. 1971 errichtete Kinounternehmer Heinz Riech am Hauptbahnhof ein Kino-Center mit drei kleinen Vorführsälen. Nach dessen erfolgreichen Versuchslauf, erwarb Riech weitere unrentable Kinos wie das Aladin, City, Gloria, Grindel, Oase und Savoy und unterteilte auch ihre Säle in mehrere kleine Vorführeinheiten auf, von denen einige nur noch wenigen Dutzend Besuchern Platz boten. Mit diesen Schachtelkinos erreichte er eine größere Flexibilität beim Filmangebot und der Belegung der Säle. Schließlich erwarb er den UFA-Palast am Gänsemarkt, dessen 988 Sitze fassender Saal in sieben kleine und kleinste Vorführsäle aufgeteilt wurde; später, 1983 wurden daraus 13 und 1990 sogar 16 Vorführräume. Das Programmrepertoire vieler Kinos, auch abseits der Reeperbahn, verschob sich zunehmend in Richtung seichter Unterhaltung und Erotikfilmen, wohingegen die Programme der ehemals renommierten Häuser in den Rotlichtbezirken St. Pauli und St. Georg bald ausschließlich aus Erotikfilmen bestanden. Am 31. Januar 1975 eröffneten Siegfried Bartylla und Heinz Heußner das erste in Hamburg neu eingerichtete Kino in dem ausschließlich Pornofilme aufführt wurden. Um behördliche Auflagen zu umgehen, wurden die Filme lediglich als Beigabe zu dem im Eintrittspreis enthaltenen Bier und Schnaps deklariert. Mit ihrer Marktmacht sicherten sich große Kinoketten die lukrativen Erstaufführungsrechte bei den Filmverleihern, sie spielten die Filme so lange, bis sie auch in den kleinsten Vorführräumen ihrer Kinocenter nicht mehr rentabel waren. Unabhängigen Kinos blieb nur noch ältere, bereits vermarktete Filme nachzuspielen, mit denen jedoch kaum noch größeres Publikum angesprochen werden konnte. Anspruchsvolle Filmkunst abseits des Massenmarkts war aus den Kinos weitgehend verdrängt. Als Gegenbewegung dazu wurde 1970 mit dem Abaton eines der ersten Programmkinos Deutschlands gegründet, dem in den folgenden Jahren weitere folgten, wie das 1979 aus dem Filmkunsttheater Dammtor hervorgegangene Metropolis Kino, 1988 das B-Movie oder 1990 das 3001 Kino und viele weitere.
In den 1980er Jahren setzte sich die Kinokrise in Folge sich verbreitenden neuen Massenmedien wie Heimvideo und Verleihvideotheken und in den 1990er Jahren durch DVD und Satellitenfernsehen kontinuierlich fort. Die weiter sinkenden Zuschauerzahlen und große Kinozentren wie UCI und CinemaX zwangen weitere traditionsreiche Häuser zur Aufgabe. Weitere Häuser schlossen aufgrund veralteter Technik und die hohen Kosten für eine Umstellung auf digitale Vorführ- und Tontechnik, nicht finanzierbar waren. Andere, zumeist kleinere Häuser reagierten mit einer Spezialisierung auf Filmgenres abseits des Mainstreams, mit kreativen Angeboten wie Liveübertragungen von Theater- oder Opernprogrammen, Seniorenfilme mit Kaffee und Kuchen, Filmreihen für Kinder, Ladies Night mit Sekt, Bonusaktionen, und vielen weiteren Aktionen. Gegenwärtig sind vor allem Internet-Streaming-Dienste mit teils exklusiven Filmangeboten der größte Wettbewerber der Kinos.
Im Jahr 2020 brach die Zahl der Kinobesuche in Folge der Beschränkungen zur Eindämmung der COVID-19-Pandemie auf ein Drittel der Vorjahreszahlen ein, statt 2,1 Kinobesuchen je Einwohner 2019 wurden nur 0,7 erreicht.

### Freiluftkinos
Seit 1976  bestand das Autokino Billbrook an der Moorfleter Straße. Es hatte zunächst 800 und später 468 Stellplätze vor einer 36 m × 15 m messenden Superbreitwand, bis es bis am 18. Juni 2003 wegen Besucherschwunds und nicht finanzierbaren Sanierungsauflagen des durch frühere Nutzung kontaminierten Geländes schloss. In den Sommermonaten werden an verschiedenen Orten Freiluft-Filmvorführungen veranstaltet wie beispielwese auf dem Hamburger Rathausmarkt, im Stadtpark, dem  Zeise Open Air vor dem Altonaer Rathaus, das Binnenalster Filmfest auf der Binnenalster oder das SchanzenKino im Sternschanzenpark.

## Bestehende Kinos
Kinos, die im Verlaufe ihrer Existenz mehrere Namen trugen, werden mit dem letzten verwendeten Namen aufgezählt. Die Schreibweisen der Kinonamen folgen im Wesentlichen den Angaben des Film- und Fernsehmuseums Hamburg.
| Name                        | Gründung      | Säle | Sitzplätze | Adresse | Bemerkungen | Abbildung | Nachweis |
| --------------------------- | ------------- | ---- | ---------- | --- | --- | --------- | -------- |
| 3001 Kino                   | 1. Mai 1991   | 1    | 91         | Schanzenstraße 75–77 | |           | Website  |
| Abaton (Kino)               | 17. Feb. 1972 | 3    | 520        | seit 2006 Allende-Platz 3 1983 Von Melle Park 17                                                                          | |           | Website  |
| Alabama Kino                | 1935          | 1    | 156        | seit 1993 Jarrestraße 20 1946–1992 Kieler Straße 622–624 1945? Kieler Straße 620 1935–1946? Kieler Straße 741             | seit 1977 Alabama Kino 1935–1977 Eidelstedter Lichtspiele |           | Website  |
| ASTOR Film Lounge HafenCity | 30. Nov. 2018 | 3    | 419        | Am Sandtorkai 46a | |           | Website  |
| B-Movie                     | 1987          | 1    | 58         | Brigittenstraße 5 | ehrenamtlich und gemeinschaftlich geführt |           | Website  |
| Blankeneser Kino            | 1935          | 2    | 182        | Blankeneser Bahnhofstraße 4                                                                                               | seit 1983 Blankeneser Kino 1935–1973 Blankeneser Lichtspiele (Unsicheres Gründungsdatum 1913) |           | Website  |
| CinemaxX Hamburg-Dammtor    | 3. Okt. 1996  | 8    | 2730       | Dammtordamm 1 | |           | Webseite |
| CinemaxX Hamburg-Harburg    | 7. Okt. 1991  | 7    | 1691       | Moorstraße 1 | |           | Webseite |
| CinemaxX Hamburg-Wandsbek   | 9. Nov. 2000  | 5    | 1411       | Quarree 8–10 | |           | Webseite |
| Elbe-Filmtheater            | 1954          | 1    | 224        | Osdorfer Landstraße 198                                                                                                   | seit 1965 Elbe-Filmtheater / Elbe-Theater 1954–1962 Osdorfer-Lichtspiele |           | Website  |
| filmRaum                    | 2015          | 1    | 35         | Müggenkampstraße 45 | |           | Website  |
| fux Lichtspiele             | 2019          | 1    | 20         | Bodenstedtstraße 16 | Genossenschaftlich geführtes Kino |           | Website  |
| Hansa-Filmstudio            | 1937          | 3    | 520        | Alte Holstenstraße 17–19 (bis 1952 Nr. 36, bis 1945 Hermann Göring Straße 36)                                             | seit 1989 Hansa-Filmstudio 1978–1980 Holsten-Lichtspiele 1952–1962 Holsten-Lichtspiele um 1945 auch Kinoburg oder Filmburg 1941–1951 Weltspiegel                                                            |           | Website  |
| Holi (Kino)                 | 1951          | 2    | 554        | Schlankreye 69 | |           | Webseite |
| Koralle Kino                | 1956          | 2    | 215        | seit 2001 Kattjahren 1 1956–1999 Im Alten Dorfe 25                                                                        | |           | Website  |
| Lichtmeß-Kino               | 2. Feb. 1991  | 1    | 90         | Gaußstraße 25 | |           | Website  |
| Magazin (Kino)              | 1974          | 1    | 370        | Fiefstücken 8a | seit 1974 Magazin 1949–1972 Winterhuder Lichtspiele |           | Website  |
| Metropolis Kino             | 1956          | 1    | 270        | seit 2011 Kleine Theaterstraße 10 2008–2011 Steindamm 54 im Savoy Filmtheater (übergangsweise) 1956–2008 Dammtorstraße 30 | seit 1978 Metropolis 1961–1978 Filmkunsttheater Dammtor 1956–1961 Dammtor Theater |           | Website  |
| Passage Kino                | 1. Nov. 1913  | 3    | 635        | Mönckebergstraße 17 | seit 1962 Passage Kino 1930–1962 Passage-Theater 1913–1930 Passage-Lichtspiele |           | Website  |
| Savoy Filmtheater           | 14. März 1957 | 1    | 284        | Steindamm 54 | 1957–1998 (bis 2003) und seit 2013 in Betrieb 2008 bis 30. Oktober 2011 Ausweichquartier für das Metropolis-Kino                                                                                            |           | Website  |
| SchanzenKino 73             | 19. Jan. 2017 | 2    | 100        | Schulterblatt 73 | Filmprogramm mit zweisprachigem Ton über drahtlose Kopfhörer. |           | Website  |
| Studio Kino                 | 1929          | 2    | 208        | Bernstorffstraße 93 (bis 1949 Adolfstraße 93)                                                                             | 1946–1961 DEULI Deutsche Lichtspiele 1937–1946 Adolf-Kino 1933–1937 Lichtburg |           | Webseite |
| UCI Mundsburg               | 1998          | 8    | 1818       | Hamburger Straße 1–15 | seit 2003 UCI Kinowelt Mundsburg 2002–2003 Mundsburg Kino 2002–2003 Warner Village Kino 2000–2002 Kinopolis 1998–2000 Village Cinema Kinodaten laut Film- und Fernsehmuseum widersprüchlich/überschneidend. |           | Webseite |
| UCI Wandsbek                | 1999          | 9    | 2302       | Friedrich-Ebert-Damm 134                                                                                                  | Alternativname: UCI Kinowelt Smart City |           | Webseite |
| Zeise Kinos                 | 1993          | 3    | 523        | Friedensallee 7–9 | Eigenschreibweise: zeise kinos |           | Website  |

## Ehemalige Kinos (Auswahl)
| Name                                    | Gründung      | Ende          | Adresse | Bemerkungen | Abbildung                                                     | Nachweis                                  |
| --------------------------------------- | ------------- | ------------- | --- | --- | ------------------------------------------------------------- | ----------------------------------------- |
| Ahoi-Filmbühne                          | 1913          | 1940          | Grevenweg 131/133 | 1913–34 Hansa-Lichtspiele 1937–40 Ahoi-Filmbühne 220 Plätze, 1943 zerstört |                                                               | [ 29 ]                                    |
| Aki (Aktualitäten-Kino am Hauptbahnhof) | 1950          | 1952          | Glockengießerwall 8a | ab 1952 bali (Bahnhofs-Lichtspiele) 1950–1952 aki (Aktualitäten-Kino) |                                                               | [ 30 ] [ 31 ]                             |
| Aladin (Kino)                           | Apr. 1954     | 1. Apr. 1998  | Reeperbahn 89–93 | |                                                               | [ 32 ] [ 33 ]                             |
| Allee-Theater                           | 1951          | 1967          | Max Brauer Allee 76 (vor 1950 Nr. 108/110) | Jetzt Hamburger Kammeroper / Theater für Kinder |                                                               | [ 34 ]                                    |
| Alt-Heidelberg-Lichtspiele              | Nov. 1925     | 11. März 1945 | Norderreihe/Thadenstraße 5/7 (bis 1930 Große Gärtnerstraße) | Eröffnungsdatum nicht genau überliefert. |                                                               | [ 35 ] [ 36 ]                             |
| Autokino Billbrook                      | 1976          | 18. Juni 2003 | Moorfleeter Straße 2 | Einziges Autokino Hamburgs |                                                               | [ 37 ] [ 38 ]                             |
| bali (Bahnhofs-Lichtspiele)             | 1956          | 1972          | Glockengießerwall 8a | 1952–1972 bali (Bahnhofs-Lichtspiele) 1950–1952 aki (Aktualitäten-Kino) |                                                               | [ 39 ] [ 40 ] [ 41 ]                      |
| Bambi                                   | 1908          | 1962          | Paul-Rosen-Straße 33 (vor 1945 Nr. 32/34) | 1958–1962 Bambi (nur 1959 als Luna Theater erwähnt) 1917–1941 Bio-Theater |                                                               | [ 42 ] [ 43 ]                             |
| Barke (Hamburg)                         | 12. Okt. 1910 | 7. Mai 1987   | Mönckebergstraße 8 / Spitaler Straße 7 | 1976–1987 Barke (200 Plätze) und Barkerole (100 Plätze) 1955–1976 Die Barke 1943–1951 Wegen Kriegsschäden kein Spielbetrieb 1929–1943 Schauburg am Hauptbahnhof 1910–1929 Barkhof-Theater (Daten zu Barkhof-Theater und Schauburg am Hauptbahnhof in den verlinkten Quellen abweichend.)                                                  |                                                               | [ 44 ] [ 45 ] [ 46 ] [ 47 ] [ 48 ]        |
| Blumenburg                              | 1913          | 1962          | Hoheluftchaussee 97 | Alternativname: Theater-Blumenburg | Rechts neben der Tordurchfahrt das ehemalige Kino Blumenburg. | [ 49 ] [ 50 ] [ 51 ] [ 52 ]               |
| Capitol-Lichtspiel-Theater              | 15. Okt. 1926 | 20. Juli 1962 | Hoheluftchaussee 52 | Alternativname: CAPITOL |                                                               | [ 53 ] [ 54 ] [ 55 ] [ 56 ]               |
| City                                    | 1917          | 31. Juli 2001 | Steindamm 9 | 1937–2001 City 1917–1937 Orion Filmpalast Alternativname: City-Theater |                                                               | [ 57 ] [ 58 ] [ 59 ] [ 60 ]               |
| Die Kurbel (Hamburg-Harburg)            | 28. Okt. 1911 | 30. Apr. 1988 | 1956–1988 Neue Straße 19 1911–1967 Wallstraße 23 / Neue Straße 41 | 1982–1988 Die Kurbel 1951–1967 Astoria-Filmtheater 1943–1951 Betrieb kriegsbedingt eingestellt 1928–1943 Schauburg Lichtspiele 1911–1927 Wallhof-Kino |                                                               | [ 61 ] [ 62 ] [ 63 ] [ 64 ] [ 65 ] [ 66 ] |
| Emelka-Palast                           | 1929          | Juli 1969     | 1956–1966 Osterstraße 95 1929–1941 Osterstraße 124 | |                                                               | [ 67 ] [ 68 ] [ 69 ]                      |
| Europa-Palast (Jarrestraße)             | 11. Mai 1951  | Juli 1969     | Jarrestraße 45/47 | Von 1927–1941 und 1951–1966 gab in der Straße Am Markt 28 ein weiteres Kino namens Europa-Palast |                                                               | [ 71 ] [ 72 ]                             |
| Fama Filmtheater                        | 5. Juni 1959  | 15. Juni 2012 | 1972–2011 Luruper Hauptstraße 247 1959–1972 Luruper Hauptstraße 276 | |                                                               | [ 73 ] [ 74 ]                             |
| Filmburg (Hamburg)                      | 1940          | 1961          | Veringstraße 60 | |                                                               | [ 75 ]                                    |
| Filmpalast                              | 1955          | 1961          | Marienthaler Straße 143/145 | 579 Plätze, Nachfolger des im Krieg zerstörten Filmpalasts Altona (Holstenstr. 137/39), ab 1949 zunächst in der Aula des Kirchenpauer-Gymnasiums (Sievekingsallee 69), Nachnutzung als Supermarkt (Safeway, Spar, heute Edeka) |                                                               | [ 29 ]                                    |
| Flora                                   | 1920er Jahre  | 1953          | Schulterblatt 71 | 15. August 1953–1963 Flora-Filmpalast ab den 1920er Jahren Concerthaus Flora, als Varieté mit Kinobegleitprogramm | Flora 1996                                                    | [ 76 ] [ 77 ]                             |
| Forum                                   | 1951          | 1962          | Carl-Petersen-Straße 45 | 1928–32 Piccadilly Lichtspiele 1932–43 Germania-Palast mit 925 Plätzen 1943 zerstört, Wiederaufbau mit 521 Plätzen Nachnutzung als Supermarkt (PRO, später Penny) |                                                               | [ 29 ]                                    |
| Gondel-Filmtheater                      | 1956          | 1966          | Sierichstraße 97 | |                                                               | [ 78 ] [ 79 ]                             |
| Grindel-Kino                            | 27. Nov. 1959 | 26. März 2008 | Grindelberg 7a | Alternativnamen: Grindel-UFA-Palast und Grindel-Filmtheater |                                                               | Website des Unterstützervereins           |
| Hammer Lichtspiele                      | 1913          | 1943          | Mittelstraße (heute Carl-Petersen-Straße) 75 | 1913–? Reichskino 299 Plätze, 1943 zerstört |                                                               | [ 29 ]                                    |
| Imperial Theater                        | 1956          | 1972          | Reeperbahn 3 | |                                                               | [ 83 ]                                    |
| Knopf’s Lichtspiele                     | 1906          | 1975          | Spielbudenplatz 19–20 | Alternativnamen: Knopf’s Lichtspielhaus, Knopfs Theater lebendiger Fotographien. Erstes ortsfestes Kino in Hamburg, möglicherweise auch Deutschlands. Heute Discothek Docks. | Das heutige Docks 2015                                        | [ 84 ] [ 85 ]                             |
| Korso-Theater                           | 1912          | 1943          | Mittelstraße (heute Carl-Petersen-Straße) 17 | 1912 als Hammer Lichtspiele (?) 1928 Metropol-Lichtspiele 1932–34 Odeum Lichtspiele 185 Plätze, 1943 zerstört |                                                               | [ 29 ]                                    |
| Lupe 2                                  | 1938          | 1970          | Beseler Straße 21 | 1970 Lupe 2 1954–1966 Liliencron Theater 1938–1953 Landhaus Lichtspiele In unmittelbarer Nähe bestand 1954–1962 ein konkurrierendes Kino mit dem gleichen Namen Landhaus-Lichtspiele an der Kreisstraße 1/Ecke Beseler Straße Lüdemannstraße / Kalckreuthweg 90, weswegen das bestehende Kino seinen Namen in Liliencron Theater änderte. |                                                               | [ 87 ] [ 88 ] [ 89 ] [ 90 ]               |
| Oase-Filmtheater                        | 1957          | 12. Apr. 2000 | Reeperbahn 147 | |                                                               | [ 91 ] [ 92 ]                             |
| Radiant (Filmcenter Reeperbahn)         | 1956          | 1991          | Reeperbahn 31 | 1956–1962 Radiant 1983–1991 Filmcenter Reeperbahn |                                                               | [ 93 ] [ 94 ] [ 95 ]                      |
| Radiant (Barmbek)                       | 1929          | 1962          | Bramfelder Straße 42 | 1954–1962 Radiant 1929–1943 Lichtspiele am Zoll | Das ehemalige Kino 2013                                       | [ 96 ] [ 97 ]                             |
| Rialto Lichtspiele                      | 1913          | 1990, 2013    | Vogelhüttendeich 30 (vor 1950 Nr. 72) | 2013 eine erneute kurzzeitige vorläufige Betriebsgenehmigung |                                                               | [ 98 ]                                    |
| Roxy (Kinos)                            | 1956          | 1972          | Mehrere Standorte in Hamburg: 1956–1962 Osterstraße 111 1957–1964 Carl-Petersen-Straße 53 1956–1966 Eppendorfer Landstraße 41 1956–1972 Fuhlsbüttler Straße 129 (bis 1957 Hufnerstraße) | |                                                               | [ 103 ]                                   |
| Schauburg Hamm                          | 1929          |               | Hammer Landstraße 12 | 1520 Plätze, 1943 zerstört |                                                               | [ 29 ]                                    |
| Schauburg Uhlenhorst                    | 1913          | 1967          | Winterhuder Weg 112 | 1962–1967 Astoria 1930–1962 Schauburg Uhlenhorst vor 1930 Alhambra 1913 Uhlenhorster Lichtspiele |                                                               | [ 104 ]                                   |
| Streit’s Filmtheater                    | 6. Dez. 1956  | 11. März 2013 | Jungfernstieg 38 | Alternativname: Filmtheater im Streit’s |                                                               | [ 105 ] [ 106 ]                           |
| Thalia-Lichtspiele                      | Jan. 1913     | 30. Dez. 1994 | Grindelallee 116 | seit 1913 Thalia bzw. Thalia-Lichtspiele 1913 Scala-Theater |                                                               | [ 107 ] [ 108 ] [ 109 ] [ 110 ]           |
| Titania-Palast                          | 1928          | 1943          | Süderstraße 73–77 | 1928–33 Schauburg Hammerbrook (1500 Plätze), nach Umbau ab 1934 Titania-Palast (940 Plätze), 1943 zerstört |                                                               | [ 29 ] [ 111 ]                            |
| Tivoli-Lichtspiele                      | 1913          | 1960er?       | Eiffestraße 584 | 450 Plätze, 1943 zerstört, nach Wiederaufbau 400 Plätze, |                                                               | [ 29 ]                                    |
| UCI Othmarschen Park                    | 1999          | 28. Nov. 2024 | Baurstraße 2 | Kinocenter mit neun Sälen und 2466 Sitzplätzen. Schließung am 28. November 2024 aufgrund eines nicht wirtschaftlich sanierbaren Wasserschadens. |                                                               | Webseite                                  |
| Ufa-Palast am Gänsemarkt                | 1913          | 31. Mai 2006  | Gänsemarkt 45 (1913 Hausnummer 41) | 1958–2006 UFA-Palast 1925–1956 UFA Lichtspiele Lessing Theater 1913–1945 Lessing-Theater | Ufa-Palast vor dem Abriss · Ufa-Palast in den 1970er Jahren   | [ 114 ] [ 115 ] [ 116 ]                   |

## Filmfestivals
Hamburger Kinos sind Spielorte nationaler und internationaler Filmfestivals wie dem CineFest oder dem Fantasy Filmfest, aber auch lokaler Festivals wie dem Hamburger deutsch-russischen Kinoforum, dem seit 1998 jährlich stattfindendem Japan-Filmfest Hamburg, dem Kurzfilm Festival Hamburg, dem Hamburg International Queer Film Festival, dem seit 2003 jährlich stattfindendem MICHEL Kinder und Jugend Filmfest, sowie dem Filmfest Hamburg, welches jährlich etwa 40.000 Besucher anzieht.

## Förderung der Kinokultur
Seit 1993 werden Hamburger Lichtspielhäuser, die sich durch qualitativ herausragende Filmprogramme und andere Maßnahmen zur Förderung der Kinokultur verdient gemacht haben, von der Hamburger Behörde für Kultur und Medien und der Filmförderung Hamburg Schleswig-Holstein jährlich mit dem Hamburger Kinopreis ausgezeichnet.

## Rezeption
Die mehr als 125-jährige Geschichte Hamburgs als Film- und Kinostadt ist Gegenstand der Sonderausstellung Close-up Hamburger Film- und Kinogeschichten im Altonaer Museum in Hamburg-Altona vom 8. Dezember 2021 bis 18. Juli 2022. Der Erforschung und Dokumentation der Hamburger Film- und Kinogeschichte widmeten sich verschiedene Arbeitsgruppen der Hochschule für Angewandte Wissenschaften Hamburg, sowie der Verein Film- und Fernsehmuseum Hamburg e. V., deren Ergebnisse in dem virtuellen Film- und Fernsehmuseum Hamburg 2007 öffentlich zugänglich gemacht wurden.
Die die Schließung dreier Hamburger Kinos, Ufa-Palast am Gänsemarkt, Rialto Lichtspiele und Streit’s Filmtheater, in den Jahren 2008 bis 2013 thematisierte Dennis Albrecht 2024 in seinem 60-minütgen Dokumentarfilm KinoKinoKino, in dem er die Wiederbelebung des Savoy Filmtheaters als positives Beispiel gegenüberstellte.